# Paulianostes panggoling
Paulianostes panggoling là một loài bọ cánh cứng trong họ Hybosoridae. Loài này được Ballerio miêu tả khoa học năm 2000.